# Dicranomyia saxemarina
Dicranomyia saxemarina là một loài ruồi trong họ Limoniidae. Chúng phân bố ở miền Australasia.